# Polyarthra latiremis
Polyarthra latiremis is een raderdiertjessoort uit de familie Synchaetidae. De wetenschappelijke naam van deze soort is voor het eerst geldig gepubliceerd in 1891 door Imhof.